# Рясиченко, Иван Иванович
Иван Иванович Рясиченко (укр. Іван Іванович Рясиченко; 1891, Чигирин, Киевская губерния, Российская империя — ?) — советский государственный деятель, председатель Станиславского облисполкома (1945—1946).

## Биография
Родился в бедной семье грузчика Одесского порта. В 1907 г. потерял отца.
Трудовую деятельность начал в 1907 г. батраком. В 1908 г. переехал в Одессу, где работал матросом на корабле «Бештау».
С 1917 года служил в Красной гвардии в Одессе. С 1922 г. работал в органах снабжения Красной армии. Затем заведовал кооперативом профсоюза «Труженик». Позже был матросом на теплоходе «Инженер Наумов» в городе Николаеве, избирался председателем профсоюзного комитета этого теплохода.
С 1929 г. — заведующий международного интернационального клуба моряков в городе Николаеве.
Член ВКП(б) c 1931 г.
- 1931—1936 гг. — член президиума Николаевского портового комитета профсоюза; заместитель председателя Николаевского городского совета Одесской области[уточнить],
- 1936—1937 гг. — председатель исполнительного комитета Тишкивский районного совета депутатов трудящихся Одесской области,
- 1937—1939 гг. — директор Варваровской машинно-тракторной станции (Николаевская область),
- 1939—1940 гг.- председатель исполнительного комитета Сарненского уездного Совета (Ровенская область),
- февраль-август 1940 г. — председатель исполнительного комитета Сарненского районного Совета (Ровенская область),
- 1940—1941 гг. — заместитель председателя исполнительного комитета Ровненского областного Совета депутатов трудящихся.

Во время Великой Отечественной войны находился в Красной армии.
В 1945—1946 гг. — председатель исполкома Станиславского областного совета, в 1947—1948 гг. — заместитель председателя исполнительного комитета Станиславского областного Совета депутатов трудящихся.
С 1954 г. — заведующий отделом социального обеспечения исполнительного комитета Черкасского областного совета депутатов трудящихся.
Депутат Верховного Совета Украинской ССР 1-го созыва.

## Награды и звания
Награждён орденом Трудового Красного Знамени (23.01.1948).